# Cosmódromo Svobodni
El Cosmódromo Svobodni (del ruso: Космодром «Свободный») es una instalación de lanzamiento espacial rusa utilizada desde 1996 y ubicada en el óblast de Amur (Extremo Oriente ruso). Localización geográfica: 51°42′N 128°00′E / 51.700, 128.000.
Se construyó originalmente como un polígono de lanzamiento de misiles balísticos intercontinentales, pero tras la fragmentación de la URSS se rediseñó como un sustituto del Cosmódromo de Baikonur, que había quedado en territorio extranjero. Sin embargo, no se completó el desarrollo por problemas económicos. Desde entonces, se usa para lanzar cohetes espaciales del tipo Start desarrollados por el MITT a partir de diseños de misiles balísticos.
En 2005, tras la renovación del alquiler de Baikonur por parte de la Agencia Espacial Federal de Rusia, ésta decidió que no necesitaba un segundo cosmódromo y se decretó su cierre. No obstante, se sigue utilizando ocasionalmente para lanzar algún satélite, como el EROS israelí en 2006.
En 2007, se determinó que Svobodni formaría parte de las instalaciones del futuro Complejo Vostochni.